# Старт (журнал)
«Старт» (укр. «Старт») — советский спортивный иллюстрированный журнал, орган Комитета физической культуры и спорта при Совете Министров УССР.

## Характеристика
32-страничный спортивный журнал-ежемесячник формата А4, выходивший на украинском языке. Выпускался издательством ЦК ЛКСМ Украины «Молодь» в Киеве. Тираж был различным — 70 000 (1969), 94 750 (1989), стоимость — 25 коп. (1969), 40 коп. (1989). Подписной индекс — 74447.

## История

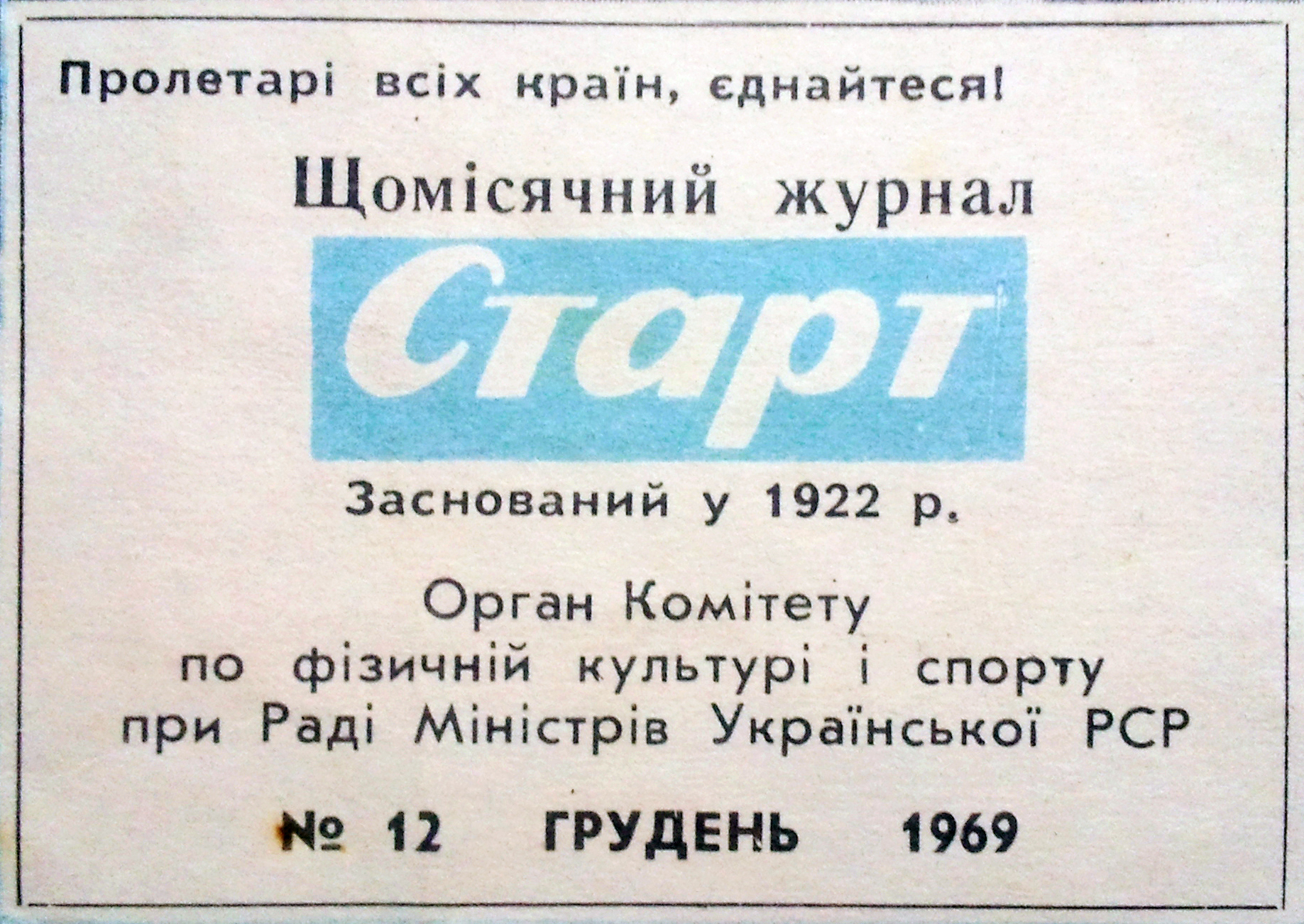
Фрагмент журнала «Старт» за декабрь 1969 года

Журнал был основан в 1922 году в Харькове под названием «Вестник физической культуры». С 1934 года издаётся в Киеве под названием «Спорт». В 1941—1957 годах временно не издавался. С 1957 года выходит под названием «Физкультура и спорт», с июля 1965 начал выходить под названием «Старт».
Журнал освещал работу педагогов по воспитанию физической культуры молодёжи, опыт работы педагогических спортивных учебных заведений, распространял информацию о спортивных рекордах и достижениях украинских спортсменов-воспитанников внешкольных учебных заведений, печатал интервью с тренерами и спортсменами.
Будучи органом Комитета физической культуры и спорта освещал решения и постановления Коммунистической партии по педагогически-спортивной жизни населения и развитию внешкольных учебных заведений спортивного профиля в УССР.
Редакцией журнала был учреждён приз «За лучшую разность мячей», который вручался команде, добившейся в чемпионате СССР лучшей разницы забитых и пропущенных мячей. Одиннадцать раз приз вручался команде «Динамо» (Киев): в 1966, 1967, 1971, 1974, 1975, 1977, 1978, 1980, 1981, 1982, 1990 годах.